# Madame (zespół muzyczny)
Madame – polska nowofalowa i zimnofalowa grupa muzyczna, istniejąca w latach 1982-1986.

## Historia
Powstała w Warszawie, dokładnie w Sylwestra 1982 roku z inicjatywy Roberta Gawlińskiego (wokal) we współpracy z Jackiem Perkowskim pseudonim „Perkoz” (gitara elektryczna, później w T.Love), Krzysztofem Dominikiem (instrumenty perkusyjne, później menadżer Hey) i Piotrem Jóźwiakiem (gitara basowa). Na przestrzeni lat w grupie występowali również gitarzysta Robert Sadowski, perkusista Sławek Słociński (wcześniej Brygada Kryzys, Label z Tomaszem Jaworskim), a także basiści Leszek Biolik (później Republika, Wilki) i Tomasz Jaworski pseudonim „Kciuk” (później m.in. zespół Tadeusza Nalepy). 
Pierwszy ważny koncert dla zespołu (już z Sadowskim) miał miejsce w sierpniu 1984 roku na festiwalu w Jarocinie, gdzie grupa zakwalifikowała się do „złotej dziesiątki” konkursu. W grudniu muzycy wzięli udział w łódzkim Rockowisku. W 1985 roku wystąpili na „Rock Opolu”, „Rock Arenie” w Poznaniu oraz nagrali singel „Może właśnie Sybilla”. W 1986 zespół nagrał z nowym perkusistą Sławkiem Słocińskim drugi singel pt. „Krawat powieszony w łaźni”, a także pojawił się w filmie Moja krew, twoja krew kręconym wówczas przez telewizję BBC. W tym samym roku został również zarejestrowany koncert Madame, mający miejsce w warszawskim klubie „Remont” (kiedy Gawlińskiemu i Sadowskiemu towarzyszyli „Kciuk” i Słociński). Był to ostatni występ zespołu, którego zapis został oficjalnie wydany dopiero w 1999 roku na płycie CD pt. Koncert. Po rozpadzie zespołu Gawliński kontynuował karierę w zespole Opera (z muzykami zespołu Republika), natomiast Sadowski trafił do Deutera. 
Gawliński i Sadowski nawiązali ponowną współpracę dopiero przy okazji nagrywania solowej płyty Gawlińskiego X z 1998 roku.

## Muzycy

### Ostatni skład
- Robert Gawliński – wokal (1982-1986)
- Robert Sadowski – gitara (1983-1986)
- Sławek Słociński – perkusja (1985-1986)
- Tomasz „Kciuk” Jaworski – gitara basowa (1986)

### Inni muzycy
- Piotr Jóźwiak – gitara basowa (1984-1986)
- Krzysztof Dominik – perkusja (1984-1985)
- Leszek Biolik – gitara basowa (1986)
- Jacek Perkowski – gitara (1982-1983)

## Dyskografia

### Albumy
- Koncert – CD (Canto 1999)

### Single
- „Może właśnie Sybilla” – SP (Tonpress, 1985)
- „Krawat powieszony w łaźni” – SP (Tonpress, 1986)

### Kompilacje
- Jeszcze młodsza generacja – LP (Tonpress, 1986) – utwór: „Głupi numer”
- Przeboje na „Trójkę” – LP (Wifon, 1987) – utwór: „Gdyby nie szerszenie”
- Polish New Wave – CD (Mathaus Records, 1997) – utwory: „Gdyby nie szerszenie”, „Może właśnie Sybilla”, „Głupi numer”, „Dzień narodzin” i „Krawat powieszony w łaźni”